# Uday Hussein
Uday Saddam Hussein al-Tikriti (arabiska: تحرير عدي صدام حسين التكريتي; även översatt till Odai), född 18 juni 1964 i Bagdad, död 22 juli 2003 i Mosul, var Saddam Husseins äldste son. Uday Hussein dödades, tillsammans med sin bror Qusay Hussein, av amerikanska styrkor kort efter invasionen av Irak.
Uday rapporterades vara oberäkneligt hänsynslös och skrämmande både mot upplevda fiender och nära vänner. Släktingar och personliga bekanta var ofta offer för hans våld och raseri. Vittnesmål har påstått att han var skyldig till våldtäkt, mord och tortyr, inklusive arrestering och tortyr av irakiska OS-atleter och medlemmar av det nationella fotbollslaget när de förlorade en match.